# Na !
Pour plus de détails, voir Fiche technique et Distribution.
Na ! est un film français de Jacques Martin sorti en 1973.

## Synopsis
Un groupe de retraités, exaspéré par la grève de la Sécurité sociale, rencontre Jean-Marie Chalupot, ancien parachutiste et ex-prêtre, qui vient juste de sortir de prison. Celui-ci les incite à créer le MLV (Mouvement de libération des vieillards) et à organiser des manifestations. Mais alors que Chalupot, arrêté, se retrouve sous les verrous, les retraités envisagent de réaliser un braquage à la Sécurité sociale.

## Fiche technique
- Titre : Na !
- Titre alternatif : Demi-tour à gauche… gauche !
- Réalisation : Jacques Martin
- Scénario : Jacques Martin
- Direction artistique : Georges Petitot
- Costumes : Denise Vuillaume
- Photographie : Claude Sanier
- Montage : Paulette Robert
- Son : Raymond Saint-Martin
- Musique : Jacques Martin, Jean Baitzouroff et Robert Quibel
- Production : René Thévenet ; Jacques Dorfmann (associé)
- Sociétés de production : TV Cinema, Belstar Productions, Société cinématographique des studios de la Victorine (SOVIC)
- Société de distribution : SN Prodis
- Pays :  France
- Langue : français
- Format : couleurs - 35 mm - son stéréo
- Genre : comédie satirique
- Durée : 104 minutes
- Date de sortie : 7 juin 1973 (France)

## Distribution
- Jacques Martin : Jean-Marie Chalupot
- Danièle Évenou : Betty
- Teddy Bilis : le docteur Goldberg
- Henri Crémieux : M. Jeandieu
- Madeleine Bouchez : Mme Jeandieu
- Lucien Raimbourg : Baillard
- Georges Chamarat : Massaugier
- Jean Gras : le gendarme Thévenet
- Roger Lumont : le commissaire Joubert
- Robert Quibel : le vicomte Fabrice Del Tango (sous le pseudonyme de Kiki)
- Jean Baitzouroff : Castarède, l'organiste (sous le pseudonyme de Popoff)
- Sébastien Floche : le curé Roger Puyssegarde
- Hubert Deschamps : l'évêque
- Paul Mercey : le chanoine
- Fernand Sardou : le bedeau
- Marie-Pierre Casey : la femme de l'Armée du Salut
- André Badin et Jean-Claude Michot :  : Les Rigolards
- Suzy Carrier : la présidente de l'Amicale des cheveux gris
- Jacques Rispal : Imbert (non crédité)
- Marcelle Arnold

## Production
Unique réalisation de Jacques Martin, le film a été tourné en 1972. 
Il n'est jamais sorti sur support physique et est aujourd'hui introuvable[réf. nécessaire].